# Patrick Chappatte

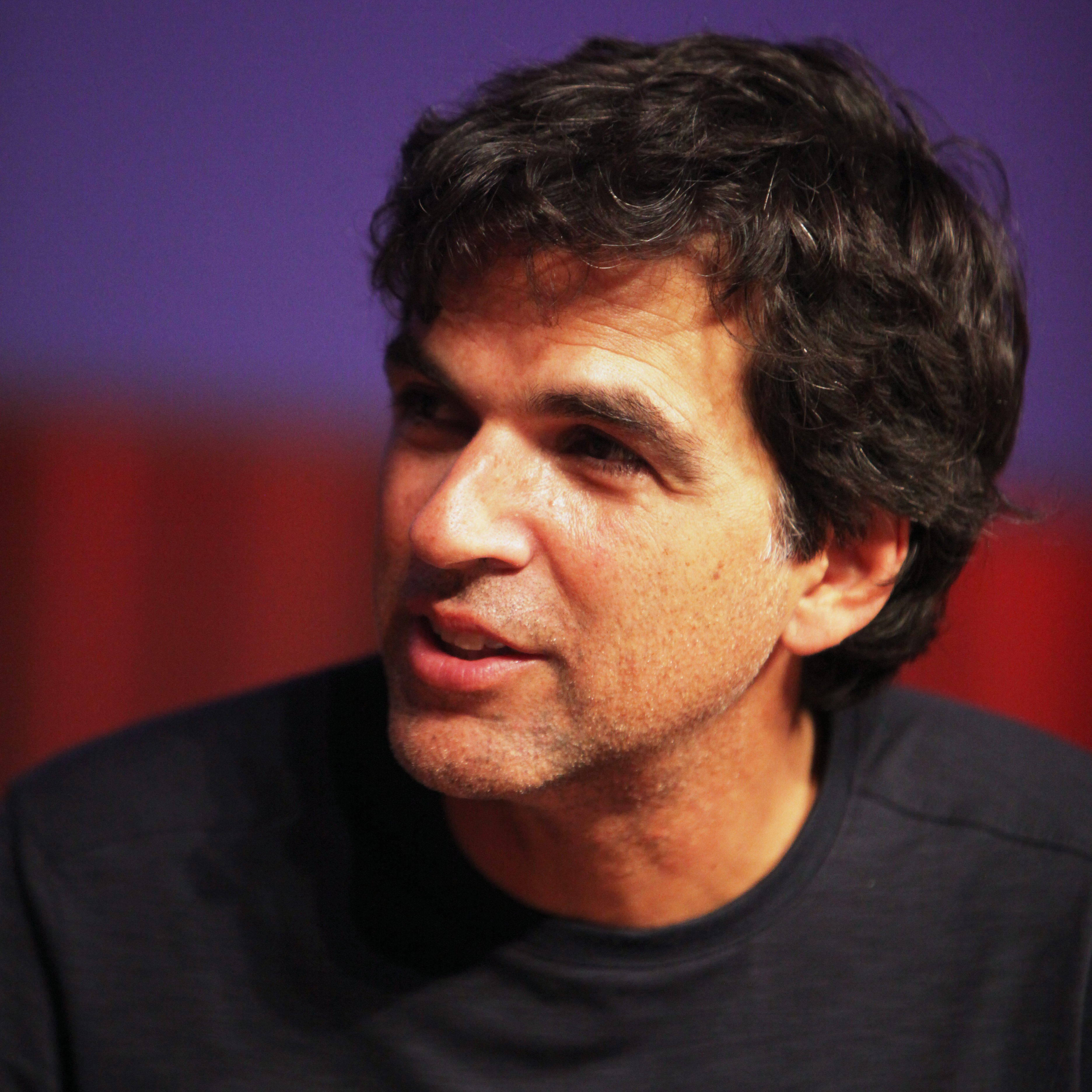
Patrick Chappatte (2018)

Patrick Chappatte (* 22. Februar 1967 in Karatschi, Pakistan) ist ein Schweizer Karikaturist, der für The Boston Globe, Le Temps, die NZZ am Sonntag, Le Canard enchaîné und das Magazin Der Spiegel arbeitet.

## Leben
Der Sohn eines Schweizers und einer Libanesin wuchs bis zum Alter von fünf Jahren in Singapur und danach in der Schweiz auf. 1988 wurde er Karikaturist der Westschweizer Tageszeitung La Suisse. Seine spitzen Zeichnungen setzten sich schnell durch, so dass er, als sich die Einstellung von La Suisse abzeichnete, 1992 zur L’Hebdo wechselte. Zudem zeichnete er für Die Weltwoche, die seine Karikaturen wöchentlich auf der Titelseite brachte. Von 1995 bis 1998 lebte er in New York, wo er für The New York Times Book Review und Newsweek arbeitete. Danach kehrte er in die Schweiz zurück.
Von 2001 bis 2019 veröffentlichte er zweimal wöchentlich einen Cartoon im Meinungsteil der internationalen Ausgabe der New York Times, früher bekannt als International Herald Tribune. Nach internationaler Kritik an dem Bild eines anderen Zeichners beendete die Zeitung die Veröffentlichung von redaktionellen Cartoons vollständig. Obwohl er die Kritik an dem Bild nachvollziehen konnte, kritisierte Chappatte diese Entscheidung und bedauerte es, dass seiner Meinung nach die politische Karikatur insgesamt unter zunehmendem Druck einer Selbstzensur stünde.
Chappatte veröffentlicht in französischer, englischer und deutscher Sprache. Neben seinen Karikaturen produziert er Reportage-Comics. So besuchte er kurz nach dem Gaza-Krieg 2009 den Gaza-Streifen und verarbeitete seine Eindrücke.
Patrick Chappatte lebt mit seiner Frau, der Fernsehproduzentin Anne-Frédérique Widmann, und seinen drei Kindern in Genf.

## TED-Talks
Patrick Chappatte hat zwei TED-Talks über die Bedeutung von Karikaturen für freiheitlich-demokratische Gesellschaften gehalten:
- 2010: TED: Patrick Chappate: Die Macht der Karikatur. In: youtube.com. 21. Oktober 2010, abgerufen am 10. Mai 2024.
- 2019: TED: A free world needs satire – Patrick Chappatte. In: youtube.com. 18. September 2019, abgerufen am 10. Mai 2024.

## Auszeichnungen
- 2003: Oertli-Preis für seinen Beitrag «zum binnenschweizerischen Brückenschlag mit einem Lächeln»[4]
- The Thomas Nast Award 2011 und 2015. Verliehen durch Overseas Press Club of America (OPC).[5][6]
- Schweizer Karikatur des Jahres 2012, 2014 und 2020[7]
- Im Oktober 2022 wurde ihm von der École polytechnique de Lausanne die Ehrendoktorwürde verliehen.[8]

## Werke
- Attention, Chute de Mythes!. ATOZ Editions, 1992.
- En Amérique Latine. Ringier Editions, 1996.
- Ende gut, alles gut. Opinio Verlag, 2000.
- Reportages BD. Editions Le Temps, 2002.
- Another World. Globe Cartoon/IHT, 2004.
- Les Bons et les Méchants. 2000–2004: Le monde de Bush et la Suisse de Blocher. Editions Le Temps, 2004.
- La vie qu'on mène. Editions Glénat Humour, 2006.
- Globalized. Globe Cartoon/IHT, 2007.
- Partly Cloudy. Globe Cartoon, 2008.
- Super-Contribuable. 2005-2008, des années Bush à Obama. Globe Cartoon / Le Temps, 2008.
- La guerre de Gaza, Reportage BD, Comic, 2009.
- Les bidonvilles de Nairobi, Reportage BD, Comic, 2010.
- Les Maras, kriminelle Banden in Guatemala-City, Reportage BD, Comic, 2012.
- 100 Karikaturen aus der «NZZ am Sonntag» 2002–2012. NZZ Libro, Zürich 2012, ISBN 978-3-03823-783-9.
- K-pop in Séoul, 2013.
- Coupez! 1992-2014: La Suisse, l'Europe et les étrangers. Le Temps, Genf 2014, ISBN 978-2-9700475-6-8.
- Inside the Death Row, Reportage filmé, zusammen mit der Dokumentarfilmerin Anne-Frédérique Widmann, in fünf Teilen, New York Times, teilweise auf Französisch in l'Hebdo (1981–2017). Beiträge zur Diskussion um die Todesstrafe in den USA.
- Alors, ça marche? Cartooning for peace, Collectif, Gallimard, Paris, 2017.
- Au coeur de la vague. Reportage dessiné. Comic. Über die Covid-Pandemie, 2020.
- Fins de règne. Dessins parus dans le Canard enchaîné, Le Temps, Le Monde, Der Spiegel, NZZ am Sonntag, The Boston Globe, 2023, 301 pages. ISBN 979-1037510242.
- Chappatte en scène, le spectacle dessiné, Théâtre Boulimie, Lausanne, Uraufführung am 23. Januar 2023.